# (2797) Teucer
(2797) Teucer ist ein Asteroid aus der Gruppe der Jupiter-Trojaner. Damit werden Asteroiden bezeichnet, die auf den Lagrange-Punkten auf der Bahn des Jupiter um die Sonne laufen. (2797) Teucer wurde am 4. Juni 1981 von Edward L. G. Bowell entdeckt. 
Der Asteroid wurde nach Teukros, dem Sohn des Telamon, einem griechischen Helden des Trojanischen Krieges, benannt.